# Khagendra Thapa Magar
Khagendra Thapa Magar, född 14 oktober 1992, död 17 januari 2020 i Pokhara, blev 2010 världens kortaste då levande man. Han uppmättes av Guinness rekordbok på Fewa City Hospital, i Pokhara i Nepal, den 14 oktober 2010 och är 67,08 cm lång. Men titeln fick han inte behålla länge. I juni 2011, strax efter att Guinness Rekordbok 2012 släppts, uppmättes Junrey Balawing från Filippinerna till 59,9 cm.